# Groote Corneliapolder
De Groote Corneliapolder is een polder ten westen van Schoondijke, behorend tot de Catspolders.
De polder was een bedijking van een aantal schorren aan de noordoever van het Nieuwerhavense Gat, wat geschiedde in 1649, door de ingelanden van de Groedse Watering. Vanzelfsprekend werd het Nieuwerhavense Gat hierdoor aanmerkelijk versmald. Het overgebleven deel werd in 1774 als Magdalenapolder eveneens ingedijkt.
De langgerekte polder, die evenwijdig aan de zuidelijker gelegen Magdalenapolder verloopt, is 50 ha groot. Ze ligt ten zuiden van de Krabbendijk, tussen de buurtschap Scherpbier en de Damstraat. Deze laatste is vernoemd werd naar de in 1739 aangelegde dam in het Nieuwerhavense Gat.